# 小行星5185
小行星5185（5185 Alerossi）是一颗绕太阳运转的小行星，为主小行星带小行星。该小行星于1990年9月15日发现。

## 轨道参数
小行星5185的轨道半长轴为2.6773387 UA，离心率为0.082。